# Class 159
La Class 159 South Western Turbo est une rame Diesel britannique construite de 1989 a 1992 par British Rail Engineering Limited (BREL) a Derby Litchurch Lane Works.